# Emmy Internacional 2024
A 52.ª cerimônia de entrega dos International Emmys (ou Emmy Internacional 2024), apresentada pela Academia Internacional das Artes e Ciências Televisivas (IATAS), homenageou o melhor da programação televisiva internacional em 2023. Os vencedores foram anunciados em uma cerimônia de premiação na segunda-feira, 25 de novembro de 2024, no New York Hilton Midtown, na cidade de Nova York. O comediante indiano Vir Das foi o anfitrião da cerimônia.
A Netflix liderou as indicações, com 10 produções concorrendo em 8 categorias distintas. Sidonie Dumas, CEO da Gaumont, foi homenageada com o prêmio International Emmy Directorate, enquanto o renomado produtor de televisão David E. Kelley recebeu o prêmio International Emmy Founders.

## Elegibilidade
As inscrições para o 52.º International Emmy Awards foram abertas para todas as categorias em 12 de dezembro de 2023 e se encerraram em 31 de janeiro de 2024. Programas de televisão transmitidos pela primeira vez fora dos Estados Unidos entre 1.º de janeiro de 2023 e 31 de dezembro de 2023 são elegíveis.

## Informações da cerimônia
As indicações para o 52.º Prêmio Emmy Internacional foram reveladas em 19 de setembro de 2024, pela Academia Internacional de Artes e Ciências da Televisão (IATAS). Neste ano, são 56 indicados em 14 categorias, representando 21 países, incluindo Argentina, Austrália, Bélgica, Brasil, Chile, Colômbia, Dinamarca, França, Alemanha, Índia, Japão, México, Holanda, Polônia, Cingapura, África do Sul, Coreia do Sul, Espanha, Tailândia, Turquia e Reino Unido.
Além das premiações regulares de programação e performances, a Academia concedeu dois prêmios especiais: Sidonie Dumas, CEO da Gaumont, foi homenageada com o prêmio International Emmy Directorate, enquanto o produtor de televisão David E. Kelley recebeu o prêmio International Emmy Founders.

## Categorias
As indicações foram anunciadas em 19 de setembro de 2024. Os vencedores estão em negrito.
| Melhor Série Dramática | Melhor Série de Comédia |                                  |
| --- | --- | -------------------------------- |
| - Drops of God () (Legend Pictures/Les Prod. Dynamic/22H22/Adline Entertain./France Télévisions/Hulu Japan) - The Newsreader () (Werner Film Productions/ABC/eOne) - The Night Manager () (Disney+ Hotstar/Banijay Asia/Ink Factory) - Iosi, el espía arrepentido () (Amazon MGM Studios)   | - División Palermo () (K&S Films/Netflix) - Daily Dose of Sunshine () (Film Monster/Netflix) - Deadloch () (Amazon MGM Studios) - HPI () (Itinéraire Prod./Septembre Prod./TF1/Pictanovo/Be-Films/RTBF)                                                                          |                                  |
| Melhor Ator | Melhor Atriz |                                  |
| - Timothy Spall em The Sixth Commandment () (Wild Mercury Prod./True Vision) - Júlio Andrade em Betinho - No Fio da Navalha () (Globoplay/AfroReggae Audiovisual/Formata Produções e Conteúdo) - Haluk Bilginer em Şahsiyet () (Ay Yapım) - Laurent Lafitte em Class Act () (Unité/Netflix) | - Chutimon Chuengcharoensukying em Fome de Sucesso () (Songsound Prod./Netflix) - Adriana Barraza em El último vagón () (Woo Films/Netflix) - Sara Giraudeau em Tout va bien () (Maui Entertain./Fédération Entertain.) - Jessica Hynes em There She Goes () (Merman Television) |                                  |
| Melhor Filme para TV ou Minissérie | Melhor Telenovela |                                  |
| - Liebes Kind () (Constantin Film AG/Netflix) - Anderson Spider Silva () (Pródigo Filmes/Paramount+) - Deaf Voice: Hotei no Shuwa Tsuyakushi () (NHK) - The Sixth Commandment () (Wild Mercury Prod./True Vision)                                                                           | - La promesa () (Bambu Producciones) - Rigo () (Estudios RCN) - Safir () (ATV/NTC) - La Moderna () (Boomerang TV) |                                  |
| Melhor Programa Artístico | Melhor Documentário |                                  |
| - Pianoforte () (Telemark Sp. z o.o.) - Robbie Williams () (RSA Films/Netflix) - Virgilio () (House of Chef/Astromax) - Who I Am Life () (WOWOW Inc./Wood’s Office) | - Otto Baxter: Not a F**ing Horror Story () (Story Films/Archface Films/Sky Documentaries) - The Billionaire, the Butler and the Boyfriend () (Quadbox/Netflix) - The Exiles () (Mediacorp Pte) - Transo () (FRM/Canal Futura/LateForCake)                                       |                                  |
| Melhor Série de Curta Duração | Melhor Programa de Entretenimento sem Roteiro |                                  |
| - Punt de no retorn () (TV3 Catalonia) - Kweens of the Queer Underground () (Sydney Production Company/ABC/Create NSW) - La vida de nosotras () (BTF Media/CNTV/TVN) - Kenshiro ni Yoroshiku () (DMM.com LLC/So-ket corp.)                                                                  | - Restaurant Misverstand () (Roses Are Blue/Red Arrow/VRT) - Die Brug () (Red Pepper Pictures/kykNET) - Me Caigo De Risa () (TelevisaUnivision) - The Summit () (Endemol Shine/Nine Network)                                                                                     |                                  |
| Melhor Documentário Esportivo | Kids: Animação |                                  |
| - Brawn: The Impossible Formula 1 Story () (North One Television) - Tan Cercas de la Nubes () (N+Docs/Éramos Tantos/Ruta 66 Cine/Filmadora/ViX) - Tour de France () (Quadbox/Netflix) - WHO I AM Paralympic () (WOWOW Inc /Acrobat Film)                                                    | - Tabby McTat () (Magic Light Pictures) - Acorda, Carlo! () (Copa Studio/Netflix) - Mystery Lane () (HARI) - Sharkdog () (Nickelodeon/One Animation) |                                  |
| Kids: Programa Factual | Kids: Filme ou Série Live-Action | Kids: Filme ou Série Live-Action |
| - La Vida Secreta de tu Mente () (Warner Bros. Discovery/Pictoline) - De Mensenbieb () (Skyhigh TV) - My Life: Eva’s Having a Ball () (Fresh Start Media) - The Takalani Sesame Big Feelings Special () (Sesame Workshop/Ochre Moving Pictures)                                             | - En af drengene () (Apple Tree Productions) - Dodger () (BBC Studios Kids & Family Productions) - Escola de Quebrada () (Paramount+/Kondzilla) - Gong! My spectRacular Life () (KiKA von ARD und ZDF/Eitelsonnenschein GmbH)                                                    |                                  |

## Múltiplas vitórias
| Vitórias | País        |
| -------- | ----------- |
| 4        | Reino Unido |
| 2        | Espanha     |